# Accident aérien de Namur
L'accident aérien de Namur (également nommé accident aérien de Gelbressée, de Fernelmont ou de Marchovelette) s'est déroulé le 19 octobre 2013 entre le village de Gelbressée (commune de Namur) et Marchovelette (commune de Fernelmont), non loin de la ville belge de Namur, lorsqu'un avion de transport de parachutistes Pilatus PC-6, immatriculé « OO-NAC », s'est écrasé dans un champ.
Les onze personnes à bord, soit le pilote et dix passagers qui s'apprêtaient à effectuer un saut en parachute, furent tuées. Il s'agit de la catastrophe aérienne la plus meurtrière survenue en Belgique depuis 1961 et la catastrophe du vol 548 de la Sabena qui avait fait 75 morts.

## L'avion
Le Pilatus PC-6/B2-H4 Turbo-Porter, appartenant à Namur Air Promotion, et immatriculé OO-NAC
,, est un avion monomoteur turbopropulseur à moteur Pratt & Whitney. 
Cet avion avait effectué environ 4420 heures de vols depuis son achat en 2003 par Namur Air Promotion jusqu'à la date de l'accident. Cet appareil, construit en 1969 (s/n 710), a d'abord été utilisé par Ciba-Pilatus comme avion de travail agricole pour de l'épandage aérien jusqu'en 1984. Acheté par la compagnie Zimex Aviation, il a mené des opérations pour le CICR, notamment en Angola, jusqu'en 1989, année de son achat par Paracentrum Oud-Turnhout, une entreprise de parachutisme de Vieux-Turnhout. 

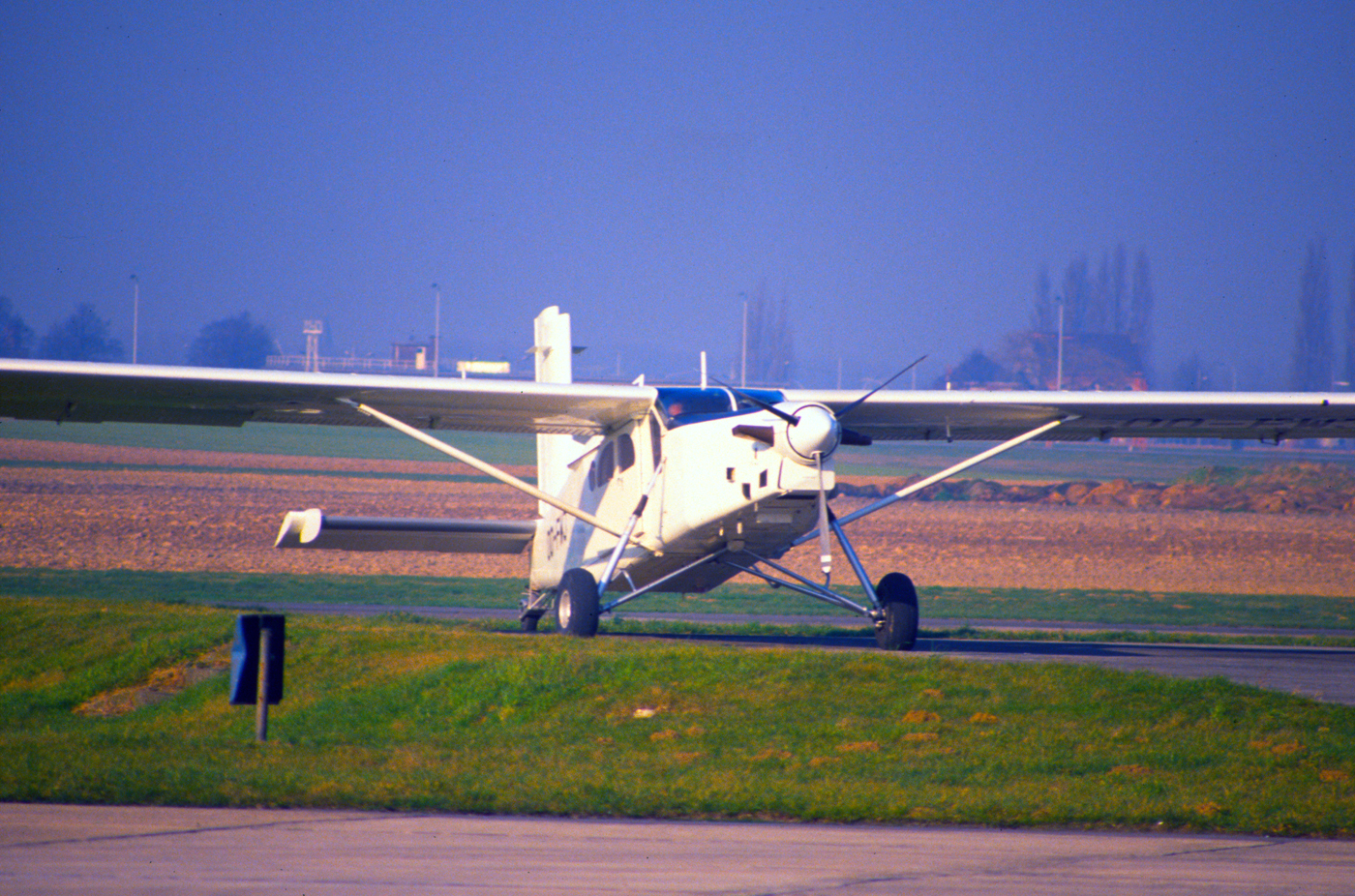
Le PC-6/B2-H4 (OO-FWJ) de Paracentrum Oud-Turnhout à l'aéroport de Bruxelles le 8 février 1989.

Alors immatriculé OO-FWJ, cet avion a été accidenté en 2000 lors d'un décollage depuis l'aéroport militaire de Moorsele faisant onze blessés. La cause de la perte de contrôle immédiatement après le décollage était alors probablement due à un réglage inapproprié, plein cabré, du vérin de compensation du stabilisateur horizontal pour le décollage.
De juillet 2000 à 2002, l'avion a appartenu à Imaginair SA, une société française spécialisée dans la construction aéronautique. Acheté par Pilatus Flugzeugwerke en 2002, il a été réparé en conformité avec le programme du constructeur et vérifié par les autorités de tutelle, puis ré-immatriculé HB-FFP. Il est ensuite acheté par Namur Air Promotion SA et immatriculé OO-NAC le 5 mars 2003.

## Antécédent
Namur Air Promotion SA avait déjà subi un accident avec un avion du même modèle. Le 9 juin 2002, le PC-6/B2-H4 immatriculé OO-NAP s'était écrasé au décollage en 2002 à l'aérodrome de Namur faisant un mort et dix blessés,. Là aussi, la cause de la perte de contrôle immédiatement après le décollage était probablement due à un réglage inapproprié, plein cabré, du vérin de compensation du stabilisateur horizontal pour le décollage.

## Accident
L'accident s'est produit peu après 15 h 30 heure locale (13 h 30 UTC) ; l'avion avait décollé de l'aérodrome de Namur une dizaine de minutes auparavant. Le pilote et les dix passagers ont perdu la vie.
L'endroit du crash étant situé entre le village de Gelbressée (ville de Namur) et celui de Marchovelette (commune de Fernelmont), le plan d’urgence de ces deux communes a été activé et, en raison de l'ampleur de l'accident, a nécessité l'intervention des pompiers de la zone de secours Nage provenant des casernes de Namur et d'Éghezée.

## Réactions
Le premier ministre (Elio Di Rupo), la ministre de l'intérieur (Joëlle Milquet) et le roi Philippe se sont rendus sur le lieu du crash et à l'aérodrome de Namur en début de soirée.
- Elio Di Rupo (premier ministre) : « Nous sommes consternés. Toutes nos pensées vont aux familles des victimes. Nous n'avions plus connu une catastrophe aérienne de cette ampleur depuis longtemps » ;
- Maxime Prévot (bourgmestre de Namur) : « C'est une tragédie pour les familles et pour l'ensemble de la nation » ;
- José Manuel Durão Barroso (président de la Commission européenne) : « Partage l'émotion du peuple belge après ce dramatique accident d'avion près de Namur. Mes sincères condoléances aux familles des victimes »[11].

Kris Peeters (ministre-président flamand), Didier Reynders (ministre des affaires étrangères) et la section namuroise du parti Ecolo ont présenté leurs condoléances aux proches des victimes par voie de communiqué.

### Traitement médiatique
Le lendemain de l'accident Dominique d'Olne et Colette Jaspers publient sur le site internet de la RTBF un article à charge contre le Pilatus PC-6 intitulé « La fiabilité du Pilatus PC-6, une réputation méritée ? ». Se basant sur un site de statistique d'accidents aériens, les journalistes mentionnent le nombre d'accidents de ce type d'avion, et le nombre de morts qu'ils ont engendrés sans faire la différence entre les accidents dus à des problèmes techniques et ceux résultants d'autres facteurs et sans prendre en compte les conditions particulières dans lesquelles le PC-6 peut-être utilisé (guerre, aide humanitaire, piste rudimentaire). Des commentaires de lecteurs ont remis en cause le contenu de l'article et mis en avant le manque totale de connaissance de l'aviation de la part des journalistes. Le lendemain le titre de l'article a été changé en « Le Pilatus PC-6 est-il fiable ? » et l’article remanié, sans pour autant que l'url de la page ne soit changé.[réf. nécessaire]

## Enquête
En septembre 2015, l'Air Accident Investigation Unit (AAIU) annonce que la cause de l'accident est "une rupture de la structure de l'aile gauche causée par une surcharge aérodynamique importante" (trop forte pression sur les ailes) engendrée par une manœuvre effectuée intentionnellement par le pilote et qui amena l'appareil en piqué sur le dos. Ensuite "Par réflexe ou poussé dans le dos par les parachutistes déséquilibrés, le pilote a alors tenté de redresser l'avion, entraînant cette surcharge aérodynamique" selon l'AAIU. En outre, deux facteurs ont accentué la survenue de l'accident : la faiblesse du suivi et du contrôle de l'utilisation de l'appareil par l'exploitant, ainsi que l'absence de coordination entre l'exploitant et le club de parachutisme.
Le 16 mai 2018, la chambre du conseil de Namur, suivant les réquisitions du parquet en faveur d'un non-lieu et de l'arrêt des poursuites envers le pilote, a statué de manière anticipée en faveur de l'extinction des poursuites.